# Референдум в Лихтенштейне (1991)
Референдумы в Лихтенштейне проходили 22 сентября 1991 года. Избирателей спрашивали, одобряют ли они поправки к закону о защите от шума, а также о пятидневной неделе в школах. Оба предложения были отклонены.

## Контекст

### Закон о защите от шума
Народная инициатива по закону о защите от шума собрала 1000 зарегистрированных избирателей и была направлена в Ландтаг в рамках статьи 64.2 Конституции. Парламент отклонил предложение, что привело к его голосованию.

### Пятидневная школьная неделя
7 июня 1991 года правительство ввело новые правила в школах, вводящие пятидневную неделю. Так как правила не имели законодательного характера, невозможно было организовать референдум против этого решения, поэтому была выдвинута народная инициатива о возвращении к шестидневной неделе.
Инициатива собрала более 1000 подписей зарегистрированных избирателей и была представлена Ландтагу 14 июня 1991 года в рамках статьи № 64-2 Конституции. Парламент отклонил предложение, что привело к референдуму. Это был факультативный референдум по народной инициативе.

## Результаты

### Закон о защите от шума
| Выбор                               | Голоса | %    |
| ----------------------------------- | ------ | ---- |
| За                                  | 1 903  | 20,3 |
| Против                              | 7 455  | 79,7 |
| Недействительных/пустых бюллетеней  | 198    | -    |
| Всего                               | 9 556  | 100  |
| Зарегистрированных избирателей/Явка | 13 816 | 69,2 |
| Источник: Nohlen & Stöver           |        |      |

### Пятидневная школьная неделя
| Выбор                               | Голоса | %    |
| ----------------------------------- | ------ | ---- |
| За                                  | 3 226  | 34,7 |
| Против                              | 6 068  | 65,3 |
| Недействительных/пустых бюллетеней  | 262    | -    |
| Всего                               | 9 556  | 100  |
| Зарегистрированных избирателей/Явка | 13 816 | 69,2 |
| Источник: Nohlen & Stöver           |        |      |